# Johan V van Saksen-Lauenburg
Johan V van Saksen-Lauenburg (18 juli 1439 — 15 augustus 1507) was de enige zoon van hertog Bernhard II van Saksen-Lauenburg en Adelheid van Pommeren. Hij volgde zijn vader op in 1463. Johan was gehuwd met Dorothea van Brandenburg (1447-1519), dochter van keurvorst Frederik II van Brandenburg,
en was vader van:
- Sophia, gehuwd met graaf Anton van Holstein-Schauenburg (1439-1507)
- Magnus I (1470-1543)
- Erik (1472-1522), bisschop van Münster,
- Johan (1483-1547), bisschop van Hildesheim,
- Elisabeth (1489-1541), gehuwd met hertog Hendrik IV van Brunswijk-Grubenhagen (1460-1526).